# Barrett REC7
REC7 — автомат американской компании Barrett Firearms, являющийся модернизацией более ранней модели M468 (в свою очередь созданной на основе M16). Автомат был заявлен в конкурсе на новое оружие самообороны для армии США в 2008 году.

## Описание
В отличие от M16 REC7 имеет газоотвод с коротким ходом поршня. Имеется газовый регулятор. Возможна установка глушителя. Каналы газоотвода и ствола хромированы, сам ствол и газовый поршень изготовлены из нержавеющей стали, а ствольная коробка — из анодированного алюминия. Ствольная коробка состоит из двух половин, нижняя из которых (включающая УСМ, телескопический приклад, пистолетную рукоятку и приёмник магазина) практически идентична таковой у M4. Ствол, газоотводный механизм и затворная рама с затвором расположены в верхней части ствольной коробки. Также на ней находятся универсальные направляющие, позволяющие устанавливать различные аксессуары.